# Mar d'Irminger
La Mar d'Irminger és una mar marginal de l'Oceà Atlàntic Nord. Fa 480 km de llargada i 290 km d'amplada en la part més estreta i ocupa una superfície d'uns 780.000 km². El seu límit nord és a l'extrem de l'Estret de Dinamarca entre Islàndia i la costa del Rei Frederic VI a la zona sudoriental de Groenlàndia, el qual la connecta amb la Mar de Groenlàndia i més enllà amb la Mar de Labrador. Pel sud arriba al Cap Farvel.
El fons marí de la mar d'Irminger pertany en gran part a la Conca d'Irminger, que és continuació cap al nord-est de la Conca del Labrador.
La mar d'Irminger rep el nom del vicealmirall danès Carl Ludvig Christian Irminger (1802–1888), com també el Corrent d'Irminger.